# サンティアゴ・ヒメネス
サンティアゴ・ヒメネス（Santiago Giménez、2001年4月18日 - ）は、アルゼンチン・ブエノスアイレス出身のサッカー選手。ACミラン所属。メキシコ代表。ポジションはフォワード。
父親は元メキシコ代表のクリスティアン・ヒメネス。

## 経歴

### クラブ
2017年8月30日、コパ・メヒコのグループリーグのUANLティグレス戦でプロデビューを果たした。2年後の2019年8月28日、リーガMXのクラブ・ティフアナ戦でリーガMX初出場を果たした。2020年2月2日、デポルティーボ・トルーカFC戦で前半2分にプロ初ゴールを挙げた。
2022年7月29日、フェイエノールトに移籍した。契約期間は4年間で、背番号は29番。移籍初年度の2022-23シーズンは公式戦45試合23得点を記録し、クラブの6シーズンぶりのリーグ優勝に貢献した。
2023年8月3日、クラブとの契約を2027年まで延長した。9月24日、アヤックスとのデ・クラシケルではヒメネスは2ゴールを挙げ、チームも3-0とリードしていた後半11分にアヤックスサポーターが発煙筒や花火を投げ込んだことで試合が中断された。9月27日に中断したタイミングから試合が再開されると、後半14分にゴールを挙げてハットトリックを達成し、フェイエノールト史上初めてアウェーのアヤックス戦でハットトリックを達成した選手となった。10月25日、UEFAチャンピオンズリーグのSSラツィオ戦でチャンピオンズリーグデビューを果たすと、2ゴールを挙げて勝利に貢献した。
2025年2月3日、ACミランに移籍した。契約期間は4年間。2025年2月5日、コッパ・イタリア準々決勝ローマ戦にて後半59分、タミー・エイブラハムと交代で途中出場、ミランデビューを果たすと、後半71分にジョアン・フェリックスのゴールをアシストした。続いて2025年2月8日、セリエA第24節エンポリ戦にて後半46分、タミー・エイブラハムと交代で途中出場、セリエAデビューを果たすと、後半76分にクリスチャン・プリシックのパスを受け、鮮やかな左足シュートでミラン初ゴールをマークした。

### 代表
出身地であるアルゼンチン代表を選択することも出来たが、父クリスティアンがメキシコに移住して以来多くの時間をメキシコで過ごしたため「アルゼンチン人よりもメキシコ人だと感じている」と述べた。U-15、U-18、U-20のメキシコ代表に招集されている。2016年U-16インターナショナルドリームカップでは、U-16メキシコ代表として3試合に出場した。
2020年9月、ヘラルド・マルティーノ監督によりA代表に招集され、トレーニングキャンプに参加した。同じ月には、U-20アルゼンチン代表のフェルナンド・バティスタ監督が招集に関心を持っていると報じられた。
2021年10月27日、エクアドル代表戦でA代表デビューを果たした。12月8日、チリ代表戦で代表初ゴールを挙げた。
CONCACAFゴールドカップ2023決勝のパナマ代表戦では、後半43分に決勝点となる先制ゴールを挙げて優勝に貢献した。

## 個人成績

### クラブ
2025年5月25日現在
| クラブ           | シーズン     | リーグ戦         | リーグ戦 | リーグ戦 | 国内カップ | 国内カップ | 国際大会 | 国際大会 | その他 | その他 | 合計 | 合計 |
| クラブ           | シーズン     | ディビジョン     | 出場     | 得点     | 出場       | 得点       | 出場     | 得点     | 出場   | 得点   | 出場 | 得点 |
| ---------------- | ------------ | ---------------- | -------- | -------- | ---------- | ---------- | -------- | -------- | ------ | ------ | ---- | ---- |
| クルス・アスル   | 2017-18      | リーガMX         | -        | -        | 1          | 0          | -        | -        | -      | -      | 1    | 0    |
| クルス・アスル   | 2019-20      | リーガMX         | 12       | 2        | -          | -          | 2        | 0        | -      | -      | 14   | 2    |
| クルス・アスル   | 2020-21      | リーガMX         | 36       | 6        | -          | -          | 5        | 0        | 2      | 0      | 43   | 6    |
| クルス・アスル   | 2021-22      | リーガMX         | 35       | 7        | -          | -          | 6        | 0        | 1      | 1      | 42   | 8    |
| クルス・アスル   | 2022-23      | リーガMX         | 5        | 5        | -          | -          | -        | -        | -      | -      | 5    | 5    |
| クルス・アスル   | 通算         | 通算             | 88       | 20       | 1          | 0          | 13       | 0        | 3      | 1      | 105  | 21   |
| フェイエノールト | 2022-23      | エールディヴィジ | 32       | 15       | 4          | 3          | 9        | 5        | -      | -      | 45   | 23   |
| フェイエノールト | 2023-24      | エールディヴィジ | 30       | 23       | 5          | 0          | 6        | 3        | -      | -      | 41   | 26   |
| フェイエノールト | 2024-25      | エールディヴィジ | 11       | 7        | 3          | 4          | 5        | 5        | -      | -      | 19   | 16   |
| フェイエノールト | 通算         | 通算             | 73       | 45       | 12         | 7          | 20       | 13       | -      | -      | 105  | 65   |
| ミラン           | 2024-25      | セリエA          | 14       | 5        | 3          | 1          | 2        | 1        | -      | -      | 19   | 7    |
| キャリア通算     | キャリア通算 | キャリア通算     | 175      | 70       | 16         | 8          | 35       | 14       | 3      | 1      | 229  | 93   |

### 代表
試合数
- 国際Aマッチ 34試合 4得点（2021年 - ）

| メキシコ代表 | 国際Aマッチ | 国際Aマッチ |
| 年           | 出場        | 得点        |
| ------------ | ----------- | ----------- |
| 2021         | 2           | 1           |
| 2022         | 7           | 1           |
| 2023         | 15          | 2           |
| 2024         | 8           | 0           |
| 2025         | 2           | 0           |
| 通算         | 34          | 4           |

得点
| # | 開催日        | 開催地                                     | 対戦国       | スコア | 結果 | 大会                        |
| - | ------------- | ------------------------------------------ | ------------ | ------ | ---- | --------------------------- |
| 1 | 2021年12月8日 | オースティン、Q2スタジアム                 | チリ         | 1-0    | 2-2  | 親善試合                    |
| 2 | 2022年5月28日 | アーリントン、AT&Tスタジアム               | ナイジェリア | 1-0    | 2-1  | 親善試合                    |
| 3 | 2023年6月29日 | グレンデール、ステートファーム・スタジアム | ハイチ       | 3-1    | 3-1  | 2023 CONCACAFゴールドカップ |
| 4 | 2023年7月16日 | イングルウッド、SoFiスタジアム             | パナマ       | 1-0    | 1-0  | 2023 CONCACAFゴールドカップ |

## タイトル

### クラブ
クルス・アスル
- リーガMX : クラウスーラ2021
- コパ・メヒコ : アペルトゥーラ2018
- カンペオン・デ・カンペオーネス : 2021
- スーペルコパMX（英語版） : 2019
- リーグカップ : 2019

フェイエノールト
- エールディヴィジ : 2022-23

### 代表
メキシコ代表
- CONCACAFゴールドカップ : 2023

### 個人
- リーガMXオールスター : 2021